# Ronde van Frankrijk 1964/Zesde etappe
De zesde etappe van de Ronde van Frankrijk 1964 vond plaats op 27 juni. De etappe werd gewonnen door de Nederlander Henk Nijdam, voor zijn landgenoten Jo de Haan en Jan Janssen. Het was voor het eerst dat het volledige podium van een Touretappe bestond uit Nederlanders.

## Parcours
Het peloton kreeg een nagenoeg vlak parcours van het Duitse Freiburg im Breisgau naar Besançon voorgeschoteld. Onderweg waren geen tussensprints en geen punten voor het bergklassement te verdienen.

## Koersverloop
Dit overzicht is mogelijk incompleet; u kunt helpen door het uit te breiden.

## Uitslagen
| Freiburg im Breisgau – Besançon (200 km) |                   |                          |          |
| Plaats                                   | Naam              | Ploeg                    | tijd     |
| Winnaar                                  | Henk Nijdam       | Televizier               | 5u05'18" |
| 2                                        | Jo de Haan        | Televizier               | + 11"    |
| 3                                        | Jan Janssen       | Pelforth-Sauvage-Lejeune | z.t.     |
| 4                                        | Ward Sels         | Solo-Superia             | z.t.     |
| 5                                        | Arthur Decabooter | Solo-Superia             | z.t.     |
| 6                                        | Bruno Fantinato   | Salvarani                | z.t.     |
| 7                                        | Vito Taccone      | Salvarani                | z.t.     |
| 8                                        | Frans Aerenhouts  | Mercier-BP-Hutchinson    | z.t.     |
| 9                                        | Benoni Beheyt     | Wiel's-Groene Leeuw      | z.t.     |
| 10                                       | Rik Wouters       | Televizier               | z.t.     |

| Algemeen klassement |                          |                             |           |
| Plaats              | Naam                     | Ploeg                       | Tijd      |
| Gele trui           | Rudi Altig               | Saint-Raphael-Gitane-Dunlop | 33u35'21" |
| 2                   | Georges Groussard        | Pelforth-Sauvage-Lejeune    | + 1'08"   |
| 3                   | Joaquín Galera           | Kas-Kaskol                  | + 1'29"   |
| 4                   | Joseph Groussard         | Pelforth-Sauvage-Lejeune    | + 3'25"   |
| 5                   | Bernard Van De Kerckhove | Solo-Superia                | + 4'01"   |
| 6                   | Ward Sels                | Solo-Superia                | + 4'20"   |
| 7                   | Jan Janssen              | Pelforth-Sauvage-Lejeune    | + 4'32"   |
| 8                   | Michael Wright           | Wiel's-Groene Leeuw         | + 4'43"   |
| 9                   | Gilbert Desmet           | Wiel's-Groene Leeuw         | + 4'56"   |
| 10                  | Henry Anglade            | Pelforth-Sauvage-Lejeune    | + 4'57    |

## Uitvallers
Opgave
- Cees van Espen (Televizier)
- Francisco Suñé (Ferrys)

Buiten tijd
- Louis Proost (Solo-Superia)

1e etappe ·
2e etappe ·
3e etappe (A · B) ·
4e etappe ·
5e etappe ·
6e etappe ·
7e etappe ·
8e etappe ·
9e etappe ·
10e etappe (A · B) ·
11e etappe ·
12e etappe ·
13e etappe ·
14e etappe ·
15e etappe ·
16e etappe ·
17e etappe ·
18e etappe ·
19e etappe ·
20e etappe ·
21e etappe ·
22e etappe (A · B)
Startlijst · Eindstanden · Afbeeldingen